# جامعة أوبرن
جامعة أوبورن (AU أو أوبرون) هي جامعة بحثية عامة تقع في أوبورن ولاية ألاباما في الولايات المتحدة الأمريكية، ومع أكثر من 20,000 طالب في المرحلة الجامعية، و 1,200 عضو في هيئة التدريس، أوبورن هي ثاني أكبر جامعة في ألاباما، وهي واحدة من أكبر الجامعات في الولايات المتحدة، كذلك هي واحدة من اثنتين من الجامعات الرائدة في الولاية، كما تم تصنيف الجامعة ضمن: «R1: جامعات الدكتوراه - ذات نشاط بحثي مرتفع جدًا».
تم تسجيل أوبورن في عام 1 فبراير 1856، باسم كلية شرق ألاباما للذكور تضم مدرسة الفنون الليبرالية تابعة للكنيسة الأسقفية الميثودية. في عام 1872، وبموجب قانون موريل أصبحت أول جامعة تمنح أراضي في الولاية وتمت إعادة تسميتها باسم الكلية الزراعية والميكانيكية في ألاباما. وفي عام 1892، أصبحت أول مدرسة مختلطة مدتها أربع سنوات في ألاباما. تم تغيير اسم الكلية إلى معهد البوليتكنيك ألاباما (API) في عام 1899 لتعكس مهمتها المتغيرة. وفي عام 1960 تم تغيير اسمها رسميا إلى جامعة أوبورن للاعتراف بالبرامج الأكاديمية المتنوعة والمناهج الدراسية الأكبر في إحدى الجامعات الكبرى.

## التاريخ
أقر المجلس التشريعي في ولاية ألاباما باسم كلية إيست ألاباما للذكور في 1 فبراير 1856، والتي كانت تحت إشراف الكنيسة الميثودية في عام 1859. كان أول رئيس لها هو القس ويليام جيه ساسنيت، وفتحت المدرسة أبوابها في عام 1859 أمام هيئة طلابية من ثمانين وعشرة أعضاء هيئة تدريس.
يرتبط تاريخ أوبورن المبكر ارتباطًا وثيقًا بالحرب الأهلية وعصر إعادة الإعمار في الجنوب. عقدت الفصول في المبنى القديم حتى تم إغلاق الكلية بسبب الحرب، عندما غادر معظم الطلاب وأعضاء هيئة التدريس للتجنيد. كان الحرم الجامعي ساحة تدريب للجيش الكونفدرالي، وخدم المبنى القديم كمستشفى للجرحى الكونفدراليين.
لإحياء ذكرى مساهمة أوبورن في الحرب الأهلية، تم تقديم مخرطة مدفع تستخدم لتصنيع مدافع للجيش الكونفدرالي وتم استعادتها من سلما، ألاباما، إلى الكلية في عام 1952 من قبل سرية دلتا من كتيبة ألفا فاي أوميغا.

### ما بعد الحرب الأهلية
أعيد افتتاح الجامعة في عام 1866 بعد نهاية الحرب الأهلية، وكان إغلاقها الوحيد انذاك. في عام 1872، تم نقل الإدارة على الجامعة من الكنيسة الميثودية إلى ولاية ألاباما لأسباب مالية. وضعت ألاباما الجامعة بموجب أحكام قانون موريل كمؤسسة لمنح الأراضي، وهي الأولى في الجنوب التي يتم إنشاؤها بشكل منفصل عن جامعة الولاية. تم بيعها لتوفير الأموال لمدرسة زراعية وميكانيكية. نتيجة لذلك، في عام 1872 تم تغيير اسم المدرسة إلى الكلية الزراعية والميكانيكية في ألاباما.
وبموجب أحكام القانون، كان من المفترض أيضًا أن تقوم مؤسسات منح الأراضي بتعليم التكتيكات العسكرية وتدريب الضباط للجيش الأمريكي. في أواخر القرن التاسع عشر، التحق معظم الطلاب في الكلية الزراعية والميكانيكية في ألاباما ببرنامج المتدربين، وتعلموا التكتيكات العسكرية والتدريب ليصبحوا ضباطًا. سُمح لكل مقاطعة في الولاية بترشيح اثنين من الطلاب العسكريين لحضور الكلية مجانًا.
ركز المنهج الأصلي للجامعة على الهندسة والزراعة. تغير هذا الاتجاه بتوجيه من وليام ليروي برون، الذي قام بتدريس الكلاسيكيات والعلوم واعتقد أن كلا التخصصين مهمان لنمو الجامعة والطلاب. في عام 1892، حدث حدثان تاريخيان: تم قبول النساء في الكلية الزراعية والميكانيكية في ألاباما، وممارسة كرة القدم كرياضة مدرسية.
في النهاية حلت كرة القدم محل لعبة البولو كالرياضة الرئيسية في الحرم الجامعي. تم تغيير اسم الكلية إلى معهد ألاباما بوليتكنيك (إختصارأ API) في عام 1899، ويرجع ذلك إلى حد كبير إلى تأثير برون.
في الأول من أكتوبر عام 1918، انضم جميع الطلاب القادرين على العمل في معهد ألاباما للفنون التطبيقية الذين يبلغون من العمر 18 عامًا أو أكثر طواعية إلى جيش الولايات المتحدة في وظائف عسكرية قصيرة العمر في الحرم الجامعي. بلغ عدد الطلاب العسكريين 878، وفقًا لرئيس المعهد تشارلز ثاتش، وشكلوا القسم الأكاديمي لفيلق تدريب الجيش الطلابي. كان القسم المهني يتألف من المجندين الذين تم إرسالهم إلى أوبورن للتدريب في مجال الراديو والميكانيكا. تلقى الطلاب تصريفات مشرفة بعد شهرين من الهدنة التي أنهت الحرب العالمية الأولى. كافحت الجامعة خلال فترة الكساد الكبير، بعد أن ألغت برنامجًا توسعًا للرئيس برادفورد كناب. تم تخفيض رواتب أعضاء هيئة التدريس بشكل كبير، وانخفض الالتحاق مع مخصصات الدولة للكلية. بحلول نهاية الثلاثينيات من القرن الماضي، تعافت أوبورن بشكل أساسي، ولكنها واجهت بعد ذلك ظروفًا جديدة سببتها الحرب العالمية الثانية.
مع اقتراب الحرب في عام 1940، كان هناك نقص كبير في المهندسين والعلماء اللازمين للصناعات الدفاعية. طلب مكتب التعليم الأمريكي من جميع كليات الهندسة الأمريكية الانضمام إلى برنامج «التعطل» لإنتاج ما كان يُطلق عليه غالبًا «المهندسين الفوريين». أصبحت API مشاركًا مبكرًا في نشاط أصبح في النهاية التدريب على الحرب في الهندسة والعلوم والإدارة (ESMWT). بتمويل كامل من الحكومة وبتنسيق من عميد الهندسة في أوبورن، تم تقديم الدورات على مستوى الكلية في فصول مكثفة، مسائية بشكل أساسي في مواقع عبر ألاباما. كانت هذه الدورات التي أخذها الآلاف من البالغين - بما في ذلك العديد من النساء - مفيدة للغاية في ملء صفوف المهندسين المدنيين والكيميائيين والمهنيين التقنيين الآخرين في زمن الحرب. استفاد ESMWT أيضًا من API من خلال توفير فرص العمل لأعضاء هيئة التدريس عندما تقلص الجسم الطلابي بشكل كبير بسبب التجنيد والتطوع.
خلال الحرب، قام المعهد أيضًا بتدريب أفراد الجيش الأمريكي في الحرم الجامعي؛ بين عامي 1941 و 1945، أنتجت أوبورن أكثر من 32000 جندي للمجهود الحربي. بعد نهاية الحرب العالمية الثانية، شهدت API ، مثل العديد من الكليات في جميع أنحاء البلاد، فترة من النمو الهائل بسبب عودة الأفراد العسكريين للاستفادة من عرض GI Bill الخاص بالتعليم المجاني. في فترة الخمس سنوات التي أعقبت نهاية الحرب، تضاعف التسجيل في المعهد.

### الفصل العنصري

روس هول ، موطن قسم الهندسة الكيميائية في أوبورن

تم فصل جامعة أوبورن عنصريًا قبل عام 1963، مع قبول الطلاب البيض فقط. بدأ الاندماج في عام 1964 بقبول أول طالب أمريكي من أصل أفريقي، هارولد أ. فرانكلين، الذي اضطر إلى مقاضاة الجامعة للقبول في كلية الدراسات العليا وحُرم من الحصول على درجة بعد إكمال أطروحة الماجستير؛ حصل مؤخرًا على درجة الماجستير في التاريخ في عام 2020. كانت الدرجة الأولى الممنوحة لأمريكي من أصل أفريقي في عام 1967. وفقًا لمكتب الأبحاث والتقييم المؤسسي بجامعة أوبورن، عدد الأمريكيون الأفارقة 1828 من اصل طلاب الجامعة البالغ عددهم 24864 طالبًا (7.35٪). خفضت الجامعة نسبة أعضاء هيئة التدريس الأمريكيين من أصل أفريقي من 4.3٪ في عام 2003 إلى 4.1٪، منذ تسوية التحديات القانونية لنقص تمثيل الأمريكيين من أصل أفريقي في هيئة التدريس بالجامعة في عام 2006.
في أبريل 2018، تحدث ريتشارد ب. سبنسر في جامعة أوبورن. وكانت الكلية قد ألغت سابقًا خطابه في التحدث، لكن سبنسر رفع دعوى قضائية ضد الجامعة وأصدر قاضٍ فيدرالي أمرًا قضائيًا يسمح له بالتحدث، وفي عام 2018، بدأت الجامعة بسلسلة من المتحدثين للترويج للتنوع العرقي باسم المحادثات النقدية.

### هارولد أ. فرانكلين
درس هارولد فرانكلين في جامعة أوبورن بولاية ألاباما قبل أكثر من 50 عاما، وفرضت عليه قوانين الجامعة أن يسكن في عنبر بمفرده كونه الطالب الأسود الوحيد في الجامعة آنذاك، وقد حُرم من مناقشة رسالة الماجستير. وفي كل مرة كان يحمل أطروحته ليناقشها كان الأساتذة يرفضونها ويجدون فيها مشكلة. ويضيف أن أحد الأساتذة قال له إن أطروحته يجب أن تكون مثالية لأنه طالب أسود، وكانت إجابته أنه اطلع على أطروحات الطلبة البيض ولم يجد أنها ذات جودة عالية.
قدم فرانكلين عدة مشاريع وأطروحات في أوبورن لكنها رُفضت جميعا، ليُدرك حينها أنه يواجه ممارسات عُنصرية ممنهجة، غير أنه لم يستسلم، وحصل بعد سنوات على درجة الماجستير في الدراسات الدولية من جامعة دنفر، ودرّس التاريخ في جامعة ولاية ألاباما وجامعة ولاية كارولينا الشمالية ومعهد توسكيجي وكلية تالاديغا، حتى تقاعده في عام 1992. وفي عام 2001، كرّمت جامعة أوبورن فرانكلين باعتباره أول طالب أسود يدرس فيها، ومنحته درجة الدكتوراه الفخرية في الفنون، لكنها لم تتطرق أبدا إلى الممارسات العنصرية التي واجهها خلال سنوات دراسته وخلال تقديمه أطروحته.
في 19 فبراير/شباط 2020 توجه فرانكلين إلى أوبورن، وتحديدا قسم التاريخ، ووقف أمام لجنة تتكون من أربعة من أعضاء هيئة التدريس ليدافع عن أطروحة الماجستير التي أعدّها قبل 50 عاما. وعلى الرغم من أن ذاكرته لم تعد حادة كما كانت في السابق ولم يكن يعلم الكثير عن نوعية الأسئلة التي قد تُطرح عليه، فإنه «استعد لهذه اللحظة بشكل جيد».
لسنوات طويلة، كانت جامعة أوبورن تدعي أن فرانكلين غادر الجامعة بمحض إرادته. ولكن حسب كيث هيبرت، أستاذ التاريخ المشارك في أوبورن، فإن الجامعة لم تتطرق إلى قصته كاملة رغم أنها احتفت به كأول طالب أسود. وتنقل الكاتبة عن هيبرت قوله «خلال كل تلك الاحتفالات والمناقشات حول الاندماج في أوبورن، تجاهلوا قصة هذا الرجل الذي تم حرمانه من شهادة كان يستحقها».
وبعد أكثر من 50 عاما، ناقش فرانكلين أطروحته بنجاح وكان من المفترض أن يحصل على شهادته في حفل تخرج بالجامعة، لكن تم إلغاؤه بسبب جائحة كورونا. وتسلم شهادته عبر البريد في يونيو/حزيران الماضي، في الوقت الذي كانت مظاهرات «حياة السود مهمة» تجتاح البلاد في أعقاب مقتل جورج فلويد وبرونا تايلور.

## الكليات والمدارس والأقسام
| - College of Agriculture, 1872 - Agricultural Communications - اقتصاد زراعي and علم الاجتماع الريفي - Crop, Soil and علوم بيئية - علوم الحيوانات المستأنسة - هندسة النظم الحيوية ‏ - علم الحشرات and علم أمراض النبات - School of مسمكة، تربية الأحياء المائية، and علوم الماء - بستنة - Poultry Science - College of Architecture, Design and Construction ‏, 1907 - School of عمارة، تخطيط حضري، and عمارة تنسيق المواقع - McWhorter School of علم البناء - School of تصميم صناعي and تصميم الجرافيك - Raymond J. Harbert College of Business, 1967 - School of Accountancy - Systems and Technology - Finance - Management - Marketing - College of Education, 1915 - Curriculum and Teaching - Educational Foundations, Leadership and Technology - School of Kinesiology - Special Education, Rehabilitation and Counseling - Samuel Ginn College of Engineering, 1872 - هندسة الطيران والفضاء الجوي - هندسة النظم الحيوية ‏ - هندسة كيميائية - هندسة مدنية - علم الحاسوب and هندسة البرمجيات - هندسة كهربائية and هندسة الحاسوب - هندسة صناعية and هندسة أنظمة - علم المواد - هندسة ميكانيكية - هندسة البوليمرات and Fiber Engineering - Wireless engineering | - School of Forestry and Wildlife Sciences, 1984 - كلية الدراسات العليا ‏, 1872 - Honors College ‏, 1981 - College of علوم إنسانية، 1916 - Consumer and Design Sciences - Human Development and Family Studies - Nutrition, Dietetics, and إدارة الضيافة - College of Liberal Arts, 1986 - Art - School of Communication and Journalism - اضطراب التواصل - Economics - English - History - Music - Philosophy - علوم سياسية - Psychology - Sociology, Anthropology and Social Work - Theatre - School of تمريض، 1979 - James Harrison School of Pharmacy, 1885 - Drug Discovery and Development - Health Outcomes Research and Policy - Pharmacy Practice - College of Sciences and Mathematics, 1986 - Biological Sciences - Chemistry and Biochemistry - Geology and Geography - Mathematics and Statistics - Physics - College of طب بيطري، 1907 - Anatomy, Physiology and Pharmacology - Clinical Sciences - علم الأمراض |

## الروابط
موقع جامعة أوبرن 